# Idaea derosa
Idaea derosa là một loài bướm đêm trong họ Geometridae.